# Marley Shelton
Marley Eve Shelton (Los Ángeles, California, 12 de abril de 1974) es una actriz estadounidense, conocida por sus papeles y actuaciones en películas como Valentine, Sugar & Spice (2001), Bubble Boy, y en la serie de televisión Eleventh Hour. Más recientemente, Shelton protagonizó A Perfect Getaway (2009) y dos entregas de la franquicia Scream de Wes Craven (2011-2022) en el papel de la agente Judy Hicks.

## Biografía
Shelton nació en  California, hija de Carol (nombre de soltera Stromme), profesora y cantante, y de Christopher Shelton, un director de comerciales y productor. Tiene tres hermanas: Samantha (también actriz), Koren, y Erin. Shelton creció en Eagle Rock y asistió al Eagle Rock High School. Era animadora y fue elegida "Reina del Curso Escolar". Fue al baile de graduación con su entonces novio Nicholas Brendon.

## Trayectoria
Marley comenzó a actuar en su adolescencia y apareció en varias películas para televisión en todo la década de 1990, incluida la película de 1993 The Sandlot. Shelton ha aparecido en muchas películas de la década de 2000, actuando en películas como The Bachelor (1999), Never Been Kissed (1999), Valentine (2001), Just a Kiss (2002), Sin City (2005). Shelton tuvo un papel destacado como la Dra. Dakota Block en una producción dirigida por Robert Rodríguez y Quentin Tarantino Grindhouse, apareciendo en ambos segmentos de las películas Planet Terror y Death Proof como el mismo personaje.
En octubre de 2008, Shelton protagonizó la serie de CBS Eleventh hour, basada en la serie de televisión británica del mismo nombre, como la agente especial de FBI Rachel Young. La serie, sin embargo, fue cancelada después de la primera temporada, el 2 de abril de 2009. Shelton apareció en A Perfect Getaway (2009), protagonizada por Milla Jovovich y  Timothy Olyphant, protagoniza junto con Carla Gugino las películas Women in Trouble y Our Lady of Victory (2010).

## Vida personal
Shelton se casó con el productor Beau Flynn en 2001, en marzo de 2009 se informó que ella esperaba un hijo con el productor. El 6 de septiembre de 2009, Shelton dio a luz a su hija, en Los Ángeles, California.

## Filmografía

### Cine
| Año  | Título                                          | Rol                  | Notas |
| ---- | ----------------------------------------------- | -------------------- | ----- |
| 1991 | Grand Canyon                                    | Amanda               |       |
| 1993 | The Sandlot                                     | Wendy Peffercorn     |       |
| 1994 | A Friend To Die For                             | Jamie                |       |
| 1995 | Nixon                                           | Tricia Nixon Cox     |       |
| 1996 | A secret between friends: Friendship that kills | Jennifer Harnsberger |       |
| 1997 | Warriors of Virtue                              | Elysia               |       |
| 1997 | Trojan War                                      | Brooke Kingsley      |       |
| 1998 | Pleasantville                                   | Margaret Henderson   |       |
| 1999 | Never Been Kissed                               | Kristin Davis        |       |
| 1999 | The Bachelor                                    | Natalie Arden        |       |
| 1999 | Protect-O-Man                                   | Paige Turner         |       |
| 2000 | Lured Innocence                                 | Elsie Townsend       |       |
| 2001 | Bubble Boy                                      | Chloe                |       |
| 2001 | Valentine                                       | Kate Davies          |       |
| 2001 | Sugar & Spice                                   | Diane Weston         |       |
| 2001 | On the Borderline                               | Nicky                |       |
| 2002 | Just a Kiss                                     | Rebecca              |       |
| 2003 | Grand Theft Parsons                             | Susie                |       |
| 2003 | Dallas 362                                      | Amanda               |       |
| 2003 | Uptown girls                                    | Ingrid               |       |
| 2003 | Moving Alan                                     | Melissa Kennard      |       |
| 2004 | The Old Man and the Studio                      | Kaitlyn              |       |
| 2005 | Sin City                                        | La cliente           |       |
| 2005 | Jesus, Mary and Joey                            | Mary O'Callahan      |       |
| 2006 | American Dreamz                                 | Jessica              |       |
| 2006 | The Last Kiss                                   | Arianna              |       |
| 2007 | Grindhouse                                      | Dra. Dakota Block    |       |
| 2008 | W.                                              | Fran                 |       |
| 2009 | A Perfect Getaway                               | Cleo                 |       |
| 2009 | Women in Trouble                                | Cora                 |       |
| 2009 | (Untitled)                                      | Madeleine            |       |
| 2010 | Our Lady of Victory                             | Hermana Domingo      |       |
| 2010 | Elektra Luxx                                    |                      |       |
| 2011 | Scream 4                                        | Judy Hicks           |       |
| 2015 | Solace                                          | Laura Merriwether    |       |
| 2018 | Rampage                                         | Kerry Atkins         |       |
| 2022 | Scream 5                                        | Judy Hicks           |       |

### Televisión
| Año       | Título        | Rol                         | Notas        |
| --------- | ------------- | --------------------------- | ------------ |
| 2004      | Karen Sisco   | Tweety                      | 1 episodio   |
| 2005      | American Dad! | Betsy (voz)                 | 1 episodio   |
| 2008-2009 | Eleventh Hour | Agente del FBI Rachel Young | 18 episodios |
| 2016      | Heaven Sent   | Maire                       |              |